# Utah Olympic Park Jumps
Lo Utah Olympic Park Jumps (letteralmente, in inglese: "Trampolini del Parco olimpico Utah") è un trampolino situato a Park City, negli Stati Uniti, all'interno dello Utah Olympic Park.

## Storia
Inaugurato nel 1994 e rinnovato nel 2000 in previsione dei Giochi olimpici invernali di Salt Lake City 2002, l'impianto ha ospitato le gare di salto con gli sci e di combinata nordica dei XIX Giochi olimpici invernali, oltre a numerose tappe della Coppa del Mondo di combinata nordica e della Coppa del Mondo di salto con gli sci.

## Caratteristiche
Dopo la ricostruzione del 2002 in vista dei Giochi olimpici del 2002, il complesso si articola in due trampolini principali. Il trampolino lungo ha un punto K 120 (HS 134); il primato di distanza, 134 m, è stato stabilito dall'austriaco Wolfgang Loitzl nel 2001. Il trampolino normale ha un punto K 90 (HS 100); il primato ufficiale di distanza, 99 m, è stato stabilito dal tedesco Sven Hannawald nel 2002, anche se quello ufficioso (104,5 m nel 2008) appartiene allo statunitense Evan Bliss. Il complesso comprende inoltre trampolini K64, K40, K20 e K10.